# Ястреб (село)
Ястреб е село в Южна България. То се намира в община Кърджали, област Кърджали. Близо до него има микроязовир.

## География
Село Ястреб се намира в планински район, в Източните Родопи на около 345 метра надморска височина. Отстои на 16 км северно от Кърджали, на 31 км югозападно от Хасково, на 52 км в същата посока от Димитровград и на 237 км югоизточно от столицата София.

## Климат
Климатът е преходно-средиземноморски, с горещо лято и мека зима.

## Население
Численост и дял на етническите групи според преброяването на населението през 2011 г.:
|                     | Численост | Дял (в %) |
| Общо                | 354       | 100,00    |
| Българи             | 0.        | 0,00      |
| Турци               | 351       | 99,15     |
| Цигани              | 0         | 0,00      |
| Други               | 0         | 0,00      |
| Не се самоопределят | 0         | 0,00      |
| Неотговорили        | 1         | 0,28      |

## Религии
Жителите на селото са мюсюлмани.